# Barwa limonkowa
Limonkowy – intensywny jasnozielony kolor. Słowo limonkowy ma szersze znaczenie niż angielskie słowo lime. Kolor limonkowy jest też zwany jako  winogronowy.